# 379173 Gamaovalia
379173 Gamaovalia è un asteroide della fascia principale. Scoperto nel 2009, presenta un'orbita caratterizzata da un semiasse maggiore pari a 2,6232215 UA e da un'eccentricità di 0,2043130, inclinata di 13,90468° rispetto all'eclittica.